# Ordre impérial de la Croix du Sud
Ne doit pas être confondu avec Ordre national de la Croix du Sud.

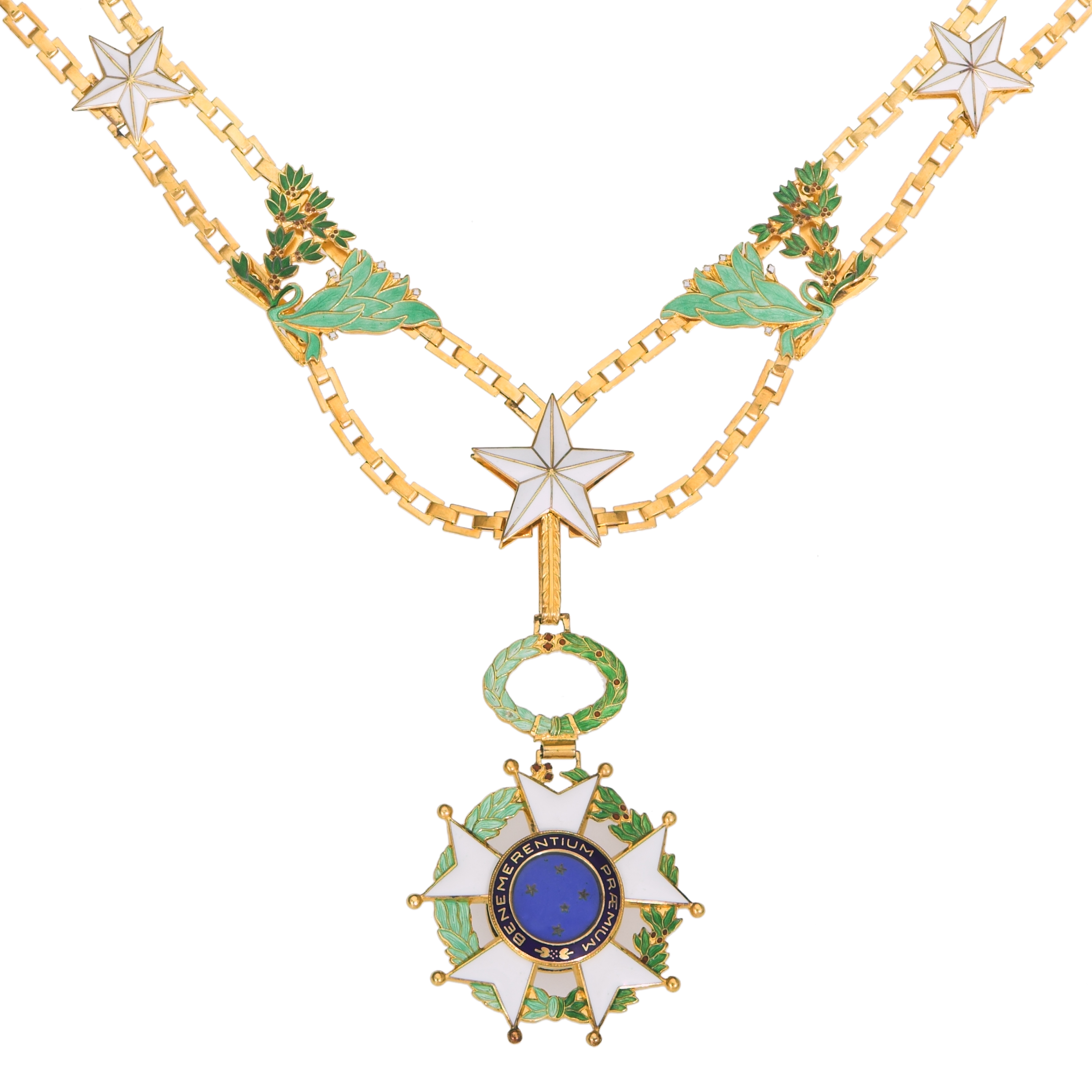
Collier de l'ordre impérial de la Croix du Sud

L’ordre impérial de la Croix du Sud (en portugais : Imperial Ordem do Cruzeiro), est un ordre honorifique brésilien créé le 1er décembre 1822 par l'empereur Pierre Ier pour commémorer son acclamation, sa consécration et son couronnement. Il a pour insigne une croix à rayons, entourée de feuilles de cacaotier et de caféier, et surmontée de la couronne d'or du Brésil ; au milieu on lit : Bene merentium proemium. Le raban est bleu de ciel.
Il est le premier ordre honorifique véritablement brésilien. Son insigne est inspiré de la Légion d'honneur française, mais son nom et ses caractéristiques sont fondées sur « la position géographique de cette vaste et riche région d'Amérique du Sud, formant l'empire du Brésil, où est la grande constellation de la Croix du Sud, et l'égalité dans la mémoire du nom, qui a toujours eu cet empire, depuis sa découverte, la Terra de Santa Cruz. »
L'ordre est aboli par décret le 24 février 1891 lors de la proclamation de la république au Brésil. Il est par la suite réinstitué sous le nom d'ordre national de la Croix du Sud en 1932.

## Récipiendaires
- Marie-Louise d’Autriche (1791-1847), ex-impératrice des Français et duchesse de Parme : dame grand-croix
- Léopold II de Belgique (1835-1909)

## Sources et bibliographie
- (pt) Cet article est partiellement ou en totalité issu de l’article de Wikipédia en portugais intitulé « Imperial Ordem do Cruzeiro » (voir la liste des auteurs).

Cet article comprend des extraits du Dictionnaire Bouillet. Il est possible de supprimer cette indication, si le texte reflète le savoir actuel sur ce thème, si les sources sont citées, s'il satisfait aux exigences linguistiques actuelles et s'il ne contient pas de propos qui vont à l'encontre des règles de neutralité de Wikipédia.